# La puerta del Infierno (escultura)
La puerta del Infierno (en francés La Porte de l'Enfer) es un grupo escultórico monumental creado por el artista francés Auguste Rodin, con la colaboración de la escultora francesa Camille Claudel, entre 1880 y 1917. La obra está compuesta por distintas figuras inspiradas principalmente en la Comedia de Dante Alighieri, Las flores del mal de Charles Baudelaire y por el libro Metamorfosis del poeta latino Ovidio.
Aunque Rodin no logró ver la fundición de la obra, después de su muerte se realizaron ocho fundiciones en bronce (originales múltiples) a partir del modelo en yeso. Estas versiones se encuentran en museos de Francia, Estados Unidos, Suiza, Japón, Corea del Sur y México.

## Historia

### Antecedentes
En 1871, al final de la Guerra franco-prusiana, Rodin se auto-exilió en Bruselas, Bélgica. Trabajó con el escultor Ernest Albert Carrier-Belleuse: 5  en piezas con un estilo decorativo e incluso academicista.
En 1875 Rodin viajó por Italia y visitó Florencia para cumplir su deseo de estudiar a los escultores clásicos, particularmente a Miguel Ángel. Durante este viaje, Rodin admiró obras que le servirían de inspiración para La Puerta:: 24 :
- El Baptisterio de San Juan de la Catedral de Florencia, famosa por tener tres puertas de bronce hechas por Lorenzo Ghiberti (puertas norte y este) y por Andrea Pisano. La puerta del este es conocida como la Puerta del Paraíso y representa diez escenas del Antiguo Testamento
- La Catedral de Orvieto (en Umbría) en cuya fachada se encuentran bajorrelieves de Lorenzo Maitani que representan el Génesis, el árbol de Jesé, escenas del Nuevo Testamento y del Juicio Final.

En 1877, su padre Jean-Baptiste y su hijo no reconocido Auguste Beuret tuvieron problemas de salud, por lo que el artista y su pareja Rose Beuret regresaron a París.: 5–6  Ese mismo año realizó la escultura La Edad de bronce: pos. 519  que representó su entrada al célebre Salón de París. 

### Encargo de la obra
La Puerta del Infierno fue encargada a Rodin el 16 de agosto de 1880 por medio de una carta firmada por Jules Ferry, Ministro de Instrucción Pública y Bellas Artes de Francia, y comunicado al artista a través de una misiva firmada por Edmond Turquet, entonces subsecretario de Bellas Artes.: 23  Según los términos de la comisión, Rodin recibiría 8000 francos por la ejecución de una puerta «adornada con bajorrelieves que representaran a la Divina Comedia de Dante».: 3  Ésta se tenía que colocar como entrada del futuro Museo de Artes Decorativas de París que seguiría el modelo del Museo de Victoria y Alberto en Londres. Aunque el proyecto nunca se concluyó, la antigua estación de ferrocarriles hoy es sede del Museo de Orsay.
A partir de 1880 empezó la incansable búsqueda del artista; algunos meses después pudo anunciarle a Turquet: «He hecho muchos dibujos y maquetas en barro que creo poder someter a su apreciación.». A esta etapa corresponden varios bocetos, hoy resguardados en el Museo Rodin de París, que dan cuenta de sus primeros estudios e inspiraciones. Según estos dibujos preparatorios dos «figuras colosales» flanquearían el portal: Adán y Eva.
En la primera etapa de creación es clara la referencia a la Puerta del Paraíso de Lorenzo Ghiberti; ambas se dividían en paneles con escenas del Génesis y de los círculos infernales respectivamente. Es imposible fechar con exactitud cada proyecto esculpido o dibujado por Rodin, aunque puede considerarse que estaba avanzado para 1883.
Rodin creó tres maquetas de la obra:
- La primera maqueta fue moldeada en cera alrededor de 1880. En ella se reconoce la inspiración de la obra de Ghiberti, ya que muestra una jamba o marco decorativo y cada hoja dividida en cinco paneles. Aún no se distinguen personajes, sólo la estructura general de La puerta.[11]
- La segunda maqueta no representa la estructura completa. Se centra en el tímpano y la parte superior de las hojas. Rodin ya modela varias figuras en grupos que, a pesar de tener poco detalle, se pueden relacionar con dibujos del artista, en los que los condenados tienen mayor definición.[12]
- La tercera maqueta fue creada en 1881 y muestra de forma mucho más clara las decisiones que tomaría Rodin para la versión en bronce de La puerta. Ya no tiene la división en paneles y presenta columnas decoradas y el tímpano (véase #Elementos que integran La Puerta). También se reconocen figuras que resultarían en El pensador, El beso (que Rodin no conservaría en las versiones futuras) y Ugolino y sus hijos (aún en posición vertical similar a la célebre escultura de Jean Baptiste Carpeaux que tanto estudió Rodin).[13]

El 11 de diciembre de 1881, Rodin anunció que planeaba la fundición de la puerta en 5 partes: dos pilastras, un entablamento o tímpano y dos hojas, pero fue hasta 1884 cuando concluyó el primer montaje general de La puerta y sacó pruebas en yeso de las obras que tenía listas en terracota.

## Inspiraciones
Las fuentes literarias que inspiraron La puerta son principalmente dos: la Comedia de Dante Alighieri y Las flores del mal de Charles Baudelaire, uno de los poetas malditos.
La influencia dantesca emerge en el tema del Infierno y en tres personajes:
1. El pensador, figura en el centro del tímpano, es considerado una referencia al mismo Dante y fue titulado inicialmente como El poeta. Desnudo y completamente absorto en pensamiento.
2. Paolo y Francesca cuya desventura está narrada en el canto quinto de la Comedia. En un inicio Rodin dispuso a la pareja en el momento en que sucumben al pecado. Sin embargo, al considerarla una representación dulce y poco atormentada, el artista decidió separarla del conjunto escultórico y la crítica la llamaría El beso. Los amantes Paolo y aparecen en la hoja izquierda, en un torbellino.
3. Ugolino y sus hijos, en su posición horizontal, da cuenta de la bestialidad que sorprendió al conde Ugolino cuando, desesperado por el hambre, asaltó a sus hijos. Este sujeto, como los mencionados precedentemente, fue representado de manera recurrente sobre todo durante el romanticismo. En la obra de Rodin en particular destaca la influencia de su maestro Jean Baptiste Carpeaux, quien también plasmó el célebre personaje en una escultura homónima.

La influencia de Baudelaire emerge sobre todo en la sinuosidad de las poses. El portal está poblado en su mayoría por mujeres cuya desesperación se expresa en formas seductoras. Cabe mencionar que el escultor ilustró entre 1887 y 1888 la primera edición de Las flores del mal perteneciente entonces al bibliófilo Gallimard. Este ejemplar se sumó al acervo de Museo Rodin en 1931 enriqueciendo así la vasta colección del artista.  La mayoría de los dibujos que ilustran los poemas fueron realizados por Rodin a partir de esculturas preexistentes. Gran parte de estas figuran en La puerta del Infierno.
Tratando de realizar una gran alegoría del amor y la condena. Tal vez, y dada la dedicación del autor una vez cancelado el encargo a esta obra inacabada, se trate de una reflexión sobre la condición humana, con sus luces y sombras. Romanticismo y simbolismo se aprecian en esta obra, que precisamente por su temática se aleja de los intereses de los impresionistas, a los que, sin embargo, se acerca dada su preocupación por los efectos de la luz y por afinidad artística y personal.

## Recepción y crítica
La primera descripción literaria del portal se remonta a 1885 cuando el escritor Octave Mirbeau le dedicó palabras memorables en el periódico La France. Los primeros documentos visuales datan de 1887 y son autoría de William Elborne. A partir de estos, siguieron varias reseñas. Todas estas testimonian cambios continuos de La puerta que ejemplifica la forma mentis y el modus operandi del artista, quien difícilmente consideraba acabada una obra.
La única vez que Rodin mostró su conjunto escultórico al público fue durante la Exposición Universal de París de 1900. En aquella ocasión se le reservó un espacio particular en el Pabellón del Alma. Sorprendentemente, La puerta que se expuso se presentaba despojada de sus elementos principales. En lugar de las figuras estaban anotaciones que servían como referencia para la ubicación de cada personaje. Son varias las lecturas que trataron de justificar tal elección. Se pensó que el gusto estético de Rodin había evolucionado hacia una mayor abstracción; otras interpretaciones ven en aquella elección una simple falta de tiempo. Lo cierto es que el escultor nunca explicó claramente esta circunstancia.

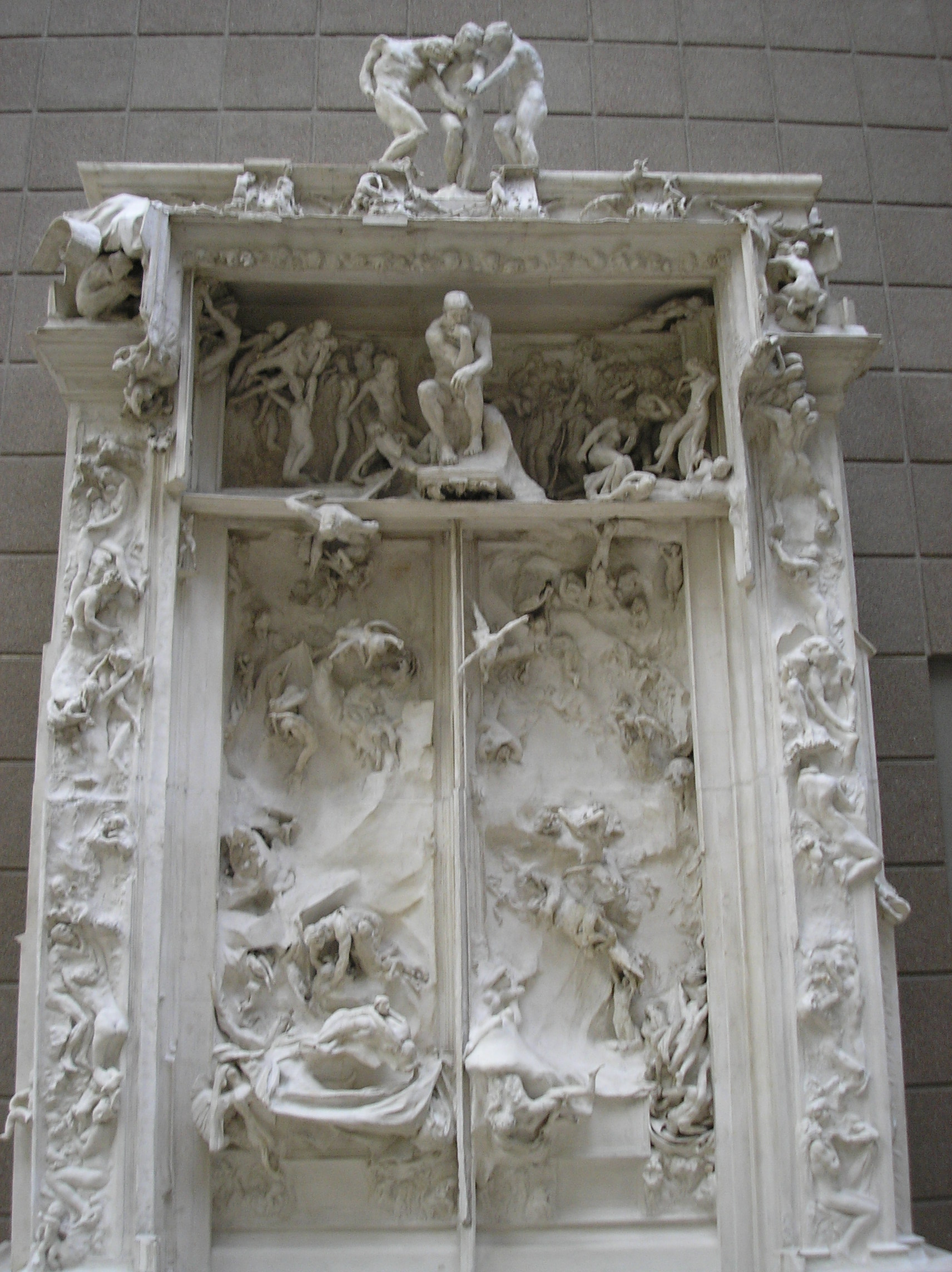
La puerta del Infierno (versión en yeso) en el Museo de Orsay

Cuando en 1916 Rodin donó su obra al estado francés, se decidió instituir un museo dedicado al maestro. Para la ocasión, Léonce Bénédite, el futuro curador del recinto, dispuso que La puerta del Infierno debía de colocarse ahí. Fue entonces cuando, bajo la dirección de Bénédite y de acuerdo con el artista, el portal fue recompletado a partir de las observaciones presentes en el yeso de 1900 así como de los moldes creados en 1889. La versión final del conjunto escultórico terminó siendo muy similar al estado al que La puerta había llegado alrededor de 1890. Según las palabras del curador, tal versión constituía su «primera gran obra monumental, cuya concepción plástica Rodin pudo, más tarde y con justa razón repudiar; pero en la que plasmó con profusión su genio , hasta el extremo de que la retomó como la fuente principal de sus inspiraciones posteriores». El yeso que resultó de este proceso hoy está custodiado en el Museo d'Orsay de París que se encuentra justo donde se tenía que construir el Museo de Artes Decorativas. La primera edición en bronce fue realizada a partir de mediados de 1920 por parte del Museo Rodin, a esta siguieron siete versiones hoy colocadas en varios países del mundo (véase #Localizaciones).

## Localizaciones
Las primeras cuatro fundiciones se realizaron por la casa Alexis Rudier con el método del vaciado a la arena:
- El Museo Rodin (Filadelfia), Pensilvania.
- El Museo Rodin, de París.
- El Museo Nacional de Arte Occidental en el Parque Ueno, en Tokio.
- El Kunsthaus Zürich, Zúrich.

Con posterioridad otros bronces han sido distribuidos por el Musée Rodin. Estos fueron realizados por la casa fundidora de Coubertin con el método de la cera perdida:
- El jardín de esculturas de Rodin, Gabriela Aceves, en la Universidad de Stanford.
- Plateau (antes conocida como The Rodin Gallery), Seúl, Corea[17].
- Museo de la prefectura de Shizuoka, Japón.[18]
- Museo Soumaya, Ciudad de México

## Personajes relacionados conLa puerta
Son varios los personajes que nacieron a partir del gran encargo y que a lo largo del proyecto tomaron vida propia. En particular hay figuras que en un primer momento formaron parte del portal y que luego fueron retiradas.
Entre estas destacan:
- Joven madre en la gruta; en las fotografías de Elborne la escultura está situada arriba de la columna izquierda. En la versión final fue reemplazada por la Cariátide con la piedra.
- Las lloronas; en las fotografías de Elborne las máscaras de estos personajes aparecen en una cenefa en los extremos inferiores de cada hoja rodeadas por centauros. En la versión final Rodin prefirió dejar este espacio vacío.
- Mención aparte merece El beso que fue concebido inicialmente para formar parte del portal (figura en la Tercera maqueta) y fue posteriormente quitado quizá por su melosidad que poco tenía en común con el tema de La puerta.

Otros elementos fueron agregados posteriormente, principalmente en el tímpano, La faunesa arrodillada y Mujer desnuda y dos cabezas.
Algunas de las figuras representadas las reprodujo el autor más tarde de modo independiente, como es el caso de su famosa representación de El pensador, que se aprecia en el dintel de esta puerta, así como Las tres sombras que aparecen en el ático. El conjunto recuerda al Juicio Universal de su admirado Miguel Ángel, así como a las obras de Gustave Doré para ilustrar la obra de Dante o las obras de William Blake.
Las referencias clásicas son claras: el dintel a modo de tímpano o el ático, así como las pilastras en las jambas, como también los es su referencia a la puerta del Baptisterio de Florencia de la Catedral de Florencia. Por otra parte el papel de la luz, los claroscuros y la poco definida línea de sus figuras, que parecen inacabadas, al igual que en las obras de Miguel Ángel, son elementos netamente modernos que nos permiten aproximarlo a los impresionistas y que determinan claramente su modernidad.

## Elementos que integranLa Puerta
- El Tímpano, donde destaca Dante de bulto redondo, separado por completo del fondo, revestido con bajorrelieves que representan la llegada al infierno. Rodin creó una réplica del tímpano con fines educativos, ya que las dimensiones de la puerta hace difícil la apreciación de las figuras en la parte superior.
- Hojas, ocupadas cada una por un grupo en posición mediana, Ugolino a la derecha y Paolo y Francesca a la izquierda. Por encima poseen bajorrelieves y cada una está coronada con máscaras trágicas, sobresalen las máscaras del dolor enmarcadas por centauros que roban mujeres.
- Jambas o pilastras laterales. Representan a los amores malditos a la derecha y el Limbo a la izquierda.